# Get Money, Stay True
| Críticas profissionais                                                      | Críticas profissionais |
| Avaliações da crítica                                                       | Avaliações da crítica  |
| Fonte                                                                       | Avaliação              |
| --------------------------------------------------------------------------- | ---------------------- |
| AllMusic                                                                    | [ 1 ]                  |
| Down-South.com                                                              | [ 2 ]                  |
| Esta tabela precisa de ser acompanhada por texto em prosa. Consulte o guia. |                        |

Get Money, Stay True é o segundo álbum de estúdio do rapper americano Paul Wall, lançado em 3 de abril de 2007.
Este álbum fala principalmente o lado materialista de Paul Wall, diferentemente de The Peoples Champ que fala mais de sua vida pessoal.
O álbum inteiro vazou na internet no dia 23 de março.
Depois de seu lançamento Get Money, Stay True estreou em #8 na Billboard 200 com 92,000 cópias vendidas. Até 11 de junho de 2007, já tinha vendido 259,722 nos EUA.[carece de fontes?]

## Faixas
| N.º | Título                                                 | Duração |  |
| 1.  | "Break Em Off" (part. Lil Keke)                        |         |  |
| 2.  | "Get Your Paper Up" (part. Yung Redd)                  |         |  |
| 3.  | "Gimme That"                                           |         |  |
| 4.  | "I'm Throwed" (part. Jermaine Dupri)                   |         |  |
| 5.  | "Everybody Know Me" (part. Snoop Dogg)                 |         |  |
| 6.  | "Call Me What U Want" (part. Yung Redd e E-Class)      |         |  |
| 7.  | "How Gangstas Roll" (part. Crys Wall)                  |         |  |
| 8.  | "I'm Real, What Are You?" (part. Juelz Santana)        |         |  |
| 9.  | "On The Grind" (part. Freeway e Crys Wall)             |         |  |
| 10. | "Tonight" (part. Jon B)                                |         |  |
| 11. | "That Fire" (part. Trina)                              |         |  |
| 12. | "I Ain't Hard To Find"                                 |         |  |
| 13. | "Bangin' Screw"                                        |         |  |
| 14. | "Slidin' On That Oil" (part. Expensive Taste e Unique) |         |  |